# Orientalische Handschriften der Universitätsbibliothek Leipzig

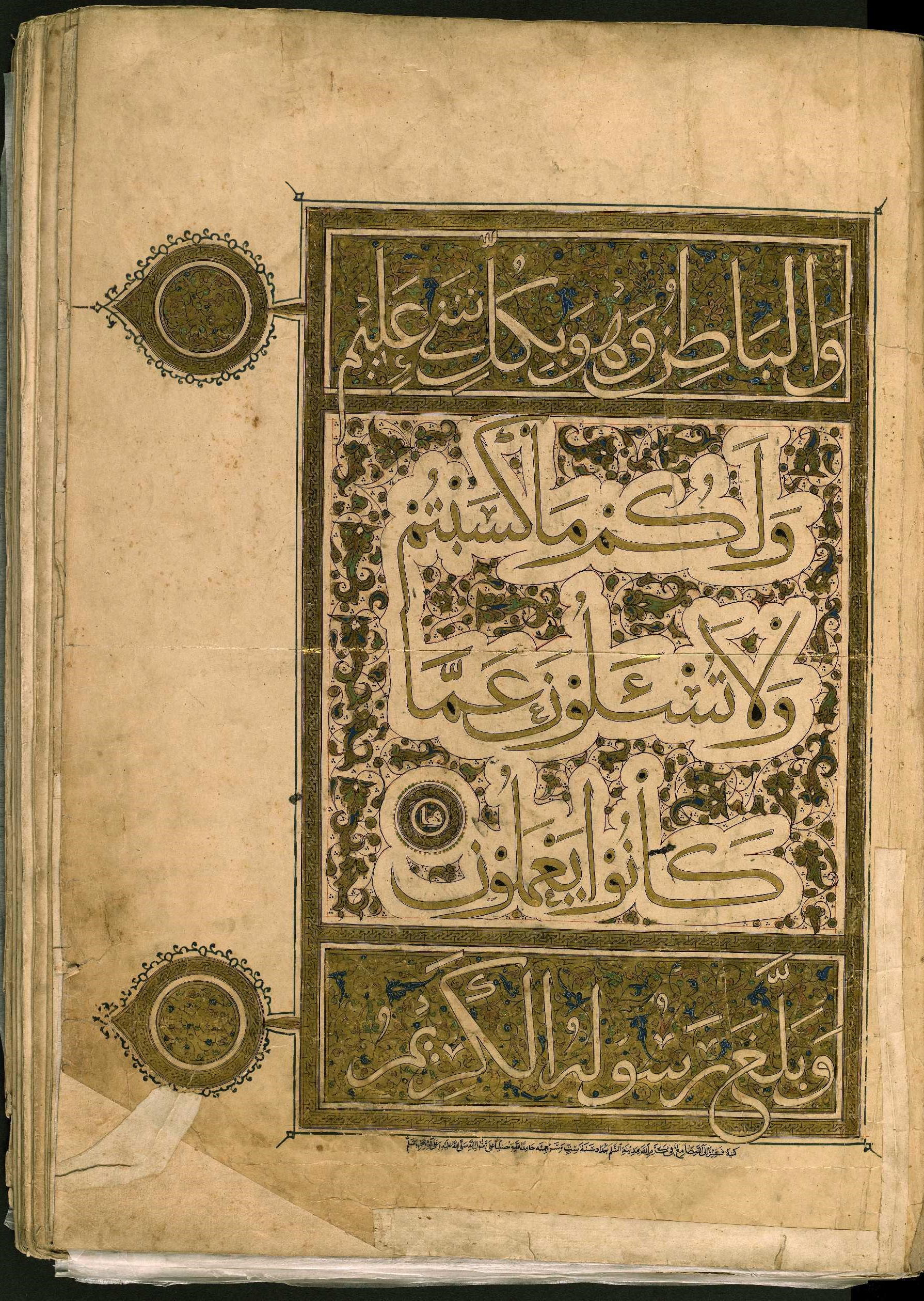
Zwei illuminierte Koranverse. Öldscheitüs Koran aus Bagdad in den Orientalische Handschriften der Universitätsbibliothek Leipzig

Die Universitätsbibliothek Leipzig besitzt etwa 3200 orientalische Handschriften. 1690 davon stammen aus dem islamisch-geprägten Raum (sind aber nicht alle islamischen Inhalts) und wurden zwischen dem 10. und 18. Jahrhundert in den Sprachen Arabisch, Persisch und Osmanisch-Türkisch geschrieben.

## Bestand
Zu diesem Bestand gehören etwa 100 Koranhandschriften, die ältesten davon stammen aus dem 14. Jahrhundert. Weiterhin findet sich eine komplett erhaltene, „Refaiya“ genannte Familienbibliothek aus Damaskus mit 458 Bänden, die zumeist im 14.–15. Jahrhundert entstanden und thematisch breit gefächert sind. Von besonderem wissenschaftlichen Interesse sind hier die zahlreichen Besitzer- und Leservermerke. Weitere wertvolle Stücke im Leipziger Bestand sind unter anderem eine Sammlung von Diwanen (Gedichtsammlungen) der Dichter Abū Ṭālib ʿAbd Manāf, Abū l-Aswad ad-Duʾalī und Suhaim aus dem Jahr 990, ein Teil eines Prachtkorans für den Ilchan Öldscheitü, ein Fragment des Kitab az-Zina („Buch des Schmucks“) des Ismailiten Abū Ḥātim ar-Rāzī, das wohl eine der ältesten erhaltenen ismailitischen Handschriften überhaupt darstellt, sowie ein beschriebenes Talismanhemd aus osmanischer Zeit. Daneben finden sich auch Arbeitsbücher und Entwürfe bedeutender Orientalisten des 17. bis 19. Jahrhunderts wie Johann Jacob Reiske, Gustav Flügel, Heinrich Leberecht Fleischer und Josef von Hammer-Purgstall.

## Geschichte
Die ersten Bestände kamen als Türkenbeute im 17. Jahrhundert nach Leipzig. 1840 bzw. 1857/58 wurden aus dem Besitz der Orientalisten Ernst Friedrich Karl Rosenmüller und Josef von Hammer-Purgstall Handschriften und Exzerptsammlungen erworben. Auf Betreiben des preußischen Konsuls in Damaskus, Johann Gottfried Wetzstein, und des Leipziger Arabisten Heinrich Leberecht Fleischer wurde 1853 die Bibliothek der Damaszener Familie ar-Rifāʿī aufgekauft. All diese Bestände wurden 1906 von Karl Vollers katalogisiert. Bis zum Zweiten Weltkrieg kamen etwa 150 islamische Handschriften dazu. 1962 brachte die Übernahme der Handschriften aus der Leipziger Stadtbibliothek weitere 376 Bände, die allerdings schon 1838 von H. L. Fleischer katalogisiert worden waren. 1995/96 wurden knapp 60 Handschriften in Amman gekauft. Die Katalogisierung dieser letzten Gruppe erfolgte 2006–2008 im Rahmen des DFG-geförderten „Pilotprojektes zur datenbankgestützten Erschließung und digitalen Bereitstellung der neu erworbenen arabischen, persischen und türkischen Handschriften der Universitätsbibliothek Leipzig“. Ein Folgeprojekt widmet sich 2008–2012 der Erfassung und Erforschung der Refaiya-Sammlung.
Die Bestände in anderen östlichen Sprachen umfassen derzeit 1560 ostasiatische Bände, vor allem indische, aber auch tibetische und Batak-Handschriften. Dazu kommen 60 hebräische sowie 30 Handschriften in den Sprachen Syrisch, Koptisch, Äthiopisch, Amharisch und Georgisch.